# Замок Аштаун
За́мок Аштаун (англ. Ashtown Castle) — укреплённое здание, предположительно XVII века (вероятно, XV, с перестройкой в 1600-е годы), расположенное в Феникс-Парке в Дублине, в районе Аштаун.
В 1989 году в замке была проведена реконструкция, вернувшая замок к его исходному виду (например, убраны георгианские окна и прочие нововведения, произведённые в период, когда здание использовалось как дипломатическая резиденция). В самом замке — 4 этажа.